# Zin (logica)
De term zin wordt in de filosofische logica in tweeledige betekenis gebruikt: meestal wordt de betekenis van een woord bedoeld, soms ook de verwijzing. Het is een vertaling van de termen Sinn en Bedeutung die Gottlob Frege in zijn Begriffschrift invoerde. In de meeste vertalingen wordt Bedeutung vertaald met verwijzing en Sinn met zin of betekenis.
In het opstel Über Sinn und Bedeutung geeft Frege het volgende voorbeeld:
1. De ochtendster (Phosphorus) is de avondster (Hesperus)
2. De ochtendster is de ochtendster

In het eerste voorbeeld hebben beide termen verschillende betekenissen (zin), maar dezelfde verwijzing (het gaat immers om hetzelfde object), in het tweede voorbeeld hebben beide termen evident zowel dezelfde zin als dezelfde verwijzing.
Ludwig Wittgenstein gebruikte in zijn Tractatus Logico-Philosophicus hetzelfde onderscheid en voerde een diepgravender onderzoek naar het concept zin. Hij kwam tot de conclusie dat zin zich niet buiten de talige werkelijkheid bevindt, maar dat woorden het beste begrepen kunnen worden als afbeeldingen van de werkelijkheid.
De taalfilosofische vraag naar betekenis van woorden is, in andere termen, terug te voeren tot Aristoteles' De Interpretatione. Wittgenstein gebruikt in de eerste paragraaf van zijn Philosophische Untersuchungen de taalopvatting van Augustinus als uitgangspunt.